# Olavi Lahtinen
Olavi Lahtinen (Helsinki, 5 gennaio 1929 – Helsinki, 12 marzo 1965) è stato un cestista e calciatore finlandese.

## Carriera

### Pallacanestro
Ha militato a lungo nel Pantterit, con cui ha vinto 10 volte la Korisliiga. Con la maglia della Finlandia ha preso parte ai Giochi olimpici di Helsinki 1952. Complessivamente ha disputato 9 partite in Nazionale, realizzando 36 punti.

#### Palmarès
- Campionato finlandese: 10

Pantterit: 1948, 1949, 1950, 1951, 1952, 1953, 1954, 1955, 1956, 1957

### Calcio
Contemporaneamente all'attività cestistica, Lahtinen ha affiancato quella di calciatore. Ha infatti militato nell'Helsingin Jalkapalloklubi dal 1950 al 1958, proseguendo la carriera fino al 1961 nell'Helsingin Palloseura. Ha giocato anche nella Nazionale dal 1953 al 1958, realizzando 7 reti in 28 partite.